# Ferdynand Pius Sycylijski (książę Kalabrii)
Ferdynand Pius, książę Kalabrii, właśc., wł. Ferdinando Pio Maria di Borbone (ur. 25 lipca 1869, zm. 7 stycznia 1960) – książę Obojga Sycylii, książę Kalabrii w latach 1841–1934.
Urodził się jako najstarszy syn Alfonsa, hrabiego Caserty, i jego żony-kuzynki księżniczki Marii Antonietty, córki Francesco, hrabiego Trapani i Marii Izabelli Habsburg, księżniczki Toskanii.
31 maja 1897 Ferdynand Pius poślubił Marię Ludwikę Teresę, księżniczkę bawarską, córkę króla Ludwika III Wittelsbacha. Ze związku pochodziło sześcioro dzieci:
1. Maria Antonietta (ur. 1898, zm. 1957) – niezamężna,
2. Maria Cristina (ur. 1899, zm. 1985) – od 1948 żona Manuela Sotomayora Luny, wiceprezydenta Ekwadoru,
3. Ruggero Maria, książę Noto (ur. 1901, zm. 1914),
4. Barbara Maria Antonietta Luitpolda (ur. 1902, zm. 1927) – od 1922 żona Franza Xaviera, hrabiego Stolberg-Wernigerode,
5. Lucia Maria Raniera (ur. 1908, zm. 2001) – od 1938 żona księcia Eugeniusza Savoy-Genoa (młodszego syna Tomasza, drugiego księcia Genui),
6. Urraca Maria Isabella Carolina Aldegonda (ur. 1913, zm. 1999) – niezamężna.

Po jego śmierci tytuł odziedziczył jego bratanek – infant Alfons, książę Kalabrii (syn Karola Tankreda Sycylijskiego i Marii de las Mercedes Hiszpańskiej). Ale w Królewskiej Rodzinie Burbonów Sycylijskich nastąpił rozłam i niektórzy za głowę rodziny uznali młodszego brata Ferdynanda Piusa – Ranieri, księcia Castro.